# Trzciniec (Bogatynia)
Trzciniec (do 1945 niem. Rohnau) – dzielnica Bogatyni (od 1973).

## Historia
W XIII wieku powstał tu gotycki zamek, po raz pierwszy wzmiankowany w 1262. W 1319 przeszedł w ręce króla czeskiego Jana Luksemburskiego, który w tym samym roku przekazał go księciu Henrykowi I jaworskiemu z dynastii Piastów, tym samym znalazł się w granicach księstwa jaworskiego, jednego z polskich księstw dzielnicowych na Dolnym Śląsku, po czym w 1346 ponownie przypadł Czechom. Od 1389 prywatna wieś szlachecka. Zamek jako siedziba rozbójników został zniszczony w 1399 przez siły Związku Sześciu Miast. Od 1494 do 1547 i ponownie od 1554 wieś należała do pobliskiego miasta Żytawa.

## Zabytki
Ruiny gotyckiego zamku z XIII wieku, który już w 1399 roku został zniszczony i od tego czasu pozostaje w ruinie. Zachowały się fragmenty murów i fosy. W dzielnicy stare domy mieszkalne murowane, drewniane i szachulcowe, niektóre o konstrukcji przysłupowej, większość z XVIII i XIX wieku.